# Camada Física Avançada
A Ethernet de Camada Física Avançada (em inglês: Advanced Physical Layer) ou Ethernet-APL descreve uma camada física para a tecnologia de comunicação Ethernet que é especificamente desenvolvida para os requisitos de processos industriais. O desenvolvimento da Ethernet-APL foi determinado pela necessidade de comunicação em altas velocidades de comunicação de dados e longas distâncias, pelo fornecimento de sinais de energia e de comunicação através de um cabo comum de par trançado (2 fios), bem como por medidas de proteção para o utilização segura. dentro de áreas classificadas com risco de atmosferas explosivas.
Por ter sido criado especificamente para aplicações industriais rigorosas, o padrão Ethernet-APL, como um subconjunto do padrão Ethernet amplamente adotado, proporciona um elevado nível de robustez para uma operação extremamente confiável.
A Ethernet há muito se tornou a solução de comunicação padrão no campo da tecnologia da informação, enquanto a Ethernet Industrial é a descrição comum da variante deste padrão para as indústrias de manufatura e processo. O padrão Ethernet-APL proporciona o "elo perdido", estendendo a comunicação Ethernet unificada até a instrumentação de campo.

## Estrutura
Sendo uma camada física, a Ethernet-APL é independente de qualquer protocolo ou pilha de comunicações e foi projetada para ampla adoção e aplicação na automação de processos.
| 7 | Aplicação     | EtherNet/IP, HART-IP, OPC UA, PROFINET, http ,. . .        | EtherNet/IP, HART-IP, OPC UA, PROFINET, http ,. . . |
| 6 | Apresentação  | EtherNet/IP, HART-IP, OPC UA, PROFINET, http ,. . .        | EtherNet/IP, HART-IP, OPC UA, PROFINET, http ,. . . |
| 5 | Sessão        | EtherNet/IP, HART-IP, OPC UA, PROFINET, http ,. . .        | EtherNet/IP, HART-IP, OPC UA, PROFINET, http ,. . . |
| 4 | Transporte    | TCP, UDP                                                   | TCP, UDP                                            |
| 3 | Rede          | IP                                                         | IP                                                  |
| 2 | Link de dados | CSMA/CD, IE, TSN . . .                                     | CSMA/CD, IE, TSN . . .                              |
| 1 | Físico        | EthernetEthernet rápida Ethernet Gigabit LAN sem fio . . . | Ethernet APL                                        |

## Ethernet como base para APL
A Ethernet-APL é uma Ethernet específica de cabo de par único com base em 10BASE-T1L como definido na IEEE 802.3cg,  com requisitos adicionais para as indústrias de processo. A comunicação Ethernet-APL é, portanto, parte e totalmente compatível com a especificação Ethernet IEEE 802.3.
A comunicação Ethernet-APL depende de comunicação full duplex de 10 MBit/s transportada através de um cabo de par trançado. Esta comunicação suporta todas as principais topologias de rede, incluindo a conhecida topologia trunk & spur, que é amplamente utilizada em indústrias de processo. O comprimento máximo do tronco (trunk) é de 1.000 metros em Zona 1 (IEC) / Div 2 (NEC Art. 500) . O comprimento máximo do ramal (spur) é especificado de 200 m em Zona 0 (IEC) / Divisão 1 (NEC Art. 500).
A Ethernet-APL incorpora uma série de melhorias  especificamente adaptadas aos exigentes requisitos das indústrias de processos e de outras indústrias, como a segurança intrínseca, e inclui perfis de porta Ethernet-APL para fonte de alimentação opcional e tipos de proteção "Ex" para atmosferas explosivas.

## Segurança intrínseca
A segurança intrínseca é um requisito vital, especialmente para as indústrias de processo em todo o mundo, que exigem uma solução fácil de implementar para controlar e alimentar instrumentos de campo em áreas classificadas com risco de atmosferas explosivas. Por esta razão, a segurança intrínseca opcional está totalmente integrada nas definições do padrão de comunicação Ethernet-APL.
Na Especificação Técnica 2-WISE  é definida a Ethernet intrinsecamente segura de 2 fios.
A barreira de segurança intrínseca é um circuito eletrônico em cada saída ou entrada de um switch ou instrumento de campo. A segurança intrínseca impede que um nível de energia elétrica ou térmica capaz de causar uma explosão chegue aos conectores dos circuitos. As barreiras de segurança intrínseca são separadas dos circuitos de comunicação de dados (PHY). Este princípio de projeto asssegura:
- Os fabricantes de chips podem construir PHY comercialmente disponíveis em quantidades também disponíveis para aplicações que não requerem segurança intrínseca
- Os fornecedores de dispositivos podem criar facilmente dispositivos intrinsecamente seguros

O Ethernet-APL foi projetado para proporcionar fácil suporte ao planejamento, validação, instalação, documentação e implementação da operação intrinsecamente segura de instrumentos de campo em áreas classificadas. Isto inclui, dentre outros aspectos, trabalho sob tensão em cabos e instrumentos sem necessidade de autorização de permissão de trabalho a quente. Todos os produtos adequados possuem aprovação de um organismo de certificação .

## Especificações do perfil da porta
Parte dos padrões para Ethernet-APL  inclui a definição de perfis de porta, para assegurar a interoperabilidade, em diversos cenários de aplicação. Isso inclui aspectos como tipo de segmento, diferenciando uma porta tronco a tronco (trunk a trunk), de uma porta ramal a ramal (spur a spur). Outras especificações referem-se às características de potência, diferenciando conexões para circuitos entre portas fonte-para-carga e entre portas não alimentadas (somente para comunicação) para portas não alimentadas. Outra disposição é a definição de classes de potência. Isto inclui a limitação da tensão máxima de alimentação e da corrente máxima de alimentação para uma fonte de alimentação intrinsecamente segura.
Outros requisitos que são definidos na especificação do perfil de uma porta Ethernet-APL são requisitos de cabos e de fiação, atribuições de pinos para terminais e conectores, bem como regras de blindagem e aterramento dos cabos.